# جاسانت سینگ (ورزشکار)
جاسانت سینگ (انگلیسی: Jaswant Singh; ۱۰ اوت ۱۹۳۱ – ۱۴ ژانویهٔ ۲۰۲۲) بازیکن هاکی روی چمن اهل هند بود.